# 妮雅·隆
妮雅·塔丽塔·隆（英語：Nia Talita Long，1970年10月30日—） ，美国女演员。因其出演的黑人电影而出名，她在主演电影《街區男孩》（1991年），以及因其在NBC情景喜剧《新鲜王子妙事多》（1991年至1995年）中饰演Beullah “Lisa” Wilkes而声名鹊起。及後，出現在《星期五》（1995年）以及1997年的电影《Love Jones》和《Soul Food》中。
她还因其在电影《哈啦婚禮》 （1999）及其续集《伴郎假期》 （2013年）以及《絕地奶霸》（2000年）及其续集《絕地奶霸2》 （2006年）中的角色而闻名。电视方面，她在犯罪剧集《三更急先鋒》（2003-2005）中饰演Sasha Monroe，并出演了福克斯电视剧集《嘻哈帝国》（2017年）和CBS动作剧集《海军罪案调查处：洛杉矶》（2017年至2018年）。